# Pierre Flandrin (cardinal)
Pierre Flandrin est un cardinal français né en 1301 dans le diocèse de Viviers et décédé le 23 janvier 1381 à Avignon. Il est un parent du cardinal Jean Flandrin (1390).

## Biographie
Pierre Flandrin est auditeur à la Rote romaine, référendaire papal et doyen de la cathédrale Notre-Dame de Bayeux.
Flandrin est créé cardinal par le pape Grégoire XI lors du consistoire du 30 mai 1371. Le cardinal Flandrin est nommé vicaire de Rome et il est exécuteur testamentaire de Grégoire XI. Flandrin participe aux deux conclaves de 1378 lors desquels Urbain VI et Clément VII sont élus. Il passe à l'obédience de Clément VII et il est abbé commendataire de S. Pietro ad Aram à  Naples.